# Bataille de Reichenberg
guerre de Sept Ans
Batailles
- Minorque (navale) (1756)
- Pirna (1756)
- Lobositz (1756)
- Reichenberg (1757)
- Prague (1757)
- Kolin (1757)
- Hastenbeck (1757)
- Gross-Jägersdorf (1757)
- Moys (1757)
- Rochefort (1757)
- Rossbach (1757)
- Breslau (1757)
- Leuthen (1757)
- Carthagène (navale) (1758)
- Olomouc (1758)
- Saint-Malo (1758)
- Rheinberg (1758)
- Krefeld (1758)
- Domstadl (1758)
- Cherbourg (1758)
- Zorndorf (1758)
- Saint-Cast (1758)
- Tornow (1758)
- Lutzelberg (1758)
- Hochkirch (1758)
- Bergen (1759)
- Kay (1759)
- Minden (1759)
- Kunersdorf (1759)
- Neuwarp (navale) (1759)
- Hoyerswerda (1759)
- Baie de Quiberon (navale) (1759)
- Maxen (1759)
- Meissen (1759)
- Glatz (1760)
- Landshut (1760)
- Corbach (1760)
- Emsdorf (1760)
- Dresde (1760)
- Warburg (1760)
- Liegnitz (1760)
- Rhadern (1760)
- Berlin (1760)
- Kloster Kampen (1760)
- Torgau (1760)
- Belle-Île (1761)
- Langensalza (1761)
- Cassel (1761)
- Grünberg (1761)
- Villinghausen (1761)
- Ölper (1761)
- Kolberg (1761)
- Wilhelmsthal (1762)
- Burkersdorf (1762)
- Lutterberg (1762)
- Reichenbach (1762)
- Almeida (1762)
- Valencia de Alcántara (1762)
- Nauheim (1762)
- Vila Velha de Ródão (1762)
- Cassel (1762)
- Freiberg (1762)

- Jumonville Glen (1754)
- Fort Necessity (1754)
- Fort Beauséjour (1755)
- 8 juin 1755
- Monongahela (1755)
- Petitcoudiac (1755)
- Lac George (1755)
- Fort Bull (1756)
- Fort Oswego (1756)
- Kittanning (1756)
- En raquettes (1757)
- Pointe du Jour du Sabbat (1757)
- Fort William Henry (1757)
- German Flatts (1757)
- Lac Saint-Sacrement (1758)
- Louisbourg (1758)
- Le Cran (1758)
- Fort Carillon (1758)
- Fort Frontenac (1758)
- Fort Duquesne (1758)
- Fort Ligonier (1758)
- Québec (1759)
- Fort Niagara (1759)
- Beauport (1759)
- Plaines d'Abraham (1759)
- Sainte-Foy (1760)
- Neuville (1760)
- Ristigouche (navale) (1760)
- Mille-Îles (1760)
- Signal Hill (1762)

- Cap-Français (1757)
- Martinique (1759)
- Guadeloupe (1759)
- Dominique (1761)
- Martinique (1762)
- Cuba (1762)

- Chandernagor (1757)
- Plassey (1757)
- Gondelour (1758)
- Négapatam (navale) (1758)
- Condore (1758)
- Madras (1758)
- Pondichéry (navale) (1759)
- Masulipatam (1759)
- Chinsurah (1758)
- Wandiwash (1760)
- Pondichéry (1760-1761)
- Manille (1762)

- Saint-Louis (1758)
- Gorée (1758)
- Gambie

La bataille de Reichenberg se déroule le 21 avril 1757 lors de la guerre de Sept Ans, près de Liberec (Reichenberg en allemand).
Le maréchal von Bevern entre en Bohême avec un corps d'armée de 16 000 Prussiens. À Reichenberg, il rencontre le corps d'armée autrichien de Christian Moritz von Königsegg-Rothenfels. L'armée autrichienne est composée de 18 000 hommes et de 4 900 cavaliers mais seulement environ 10 000 d'entre eux sont présents à Reichenberg. Von Bevern, plus expérimenté, défait son adversaire. Ainsi, il peut récupérer de grandes quantités de provisions autrichiennes et rejoindre Frédéric II pour la bataille de Prague (6 mai 1757).

## Contexte
L'armée d'invasion prussienne sous les ordres du duc de Bevern s'était regroupée près de Zittau en Haute-Lusace. Elle comptait 20 bataillons et 25 escadrons, soit au total 20 000 hommes. Bevern avait commis trois bataillons à la couverture du train qui suivait. Il s'ébranla de Zittau le 19 avril pour camper le 20 avril à Reichenberg en Bohême septentrionale, à une heure de marche de Berzdorf (de). L'armée autrichienne comptait 24 bataillons, 29 compagnies de grenadiers, 33 escadrons et 5 compagnies de carabiniers, soit au total 26 000 hommes, dont 4 500 cavaliers : une partie des troupes, stationnées à Gabel (12 bataillons et 14 compagnies de grenadiers), était commandée par le Général Jean-Sigismond Macquire d'Inniskillen (de) ; le gros de l'armée, soit 12 bataillons, 15 compagnies de grenadiers, 20 escadrons et 2 compagnies de carabiniers, étaient stationnées à Reichenberg et placées sous les ordres de Franz Moritz von Lacy ; 13 escadrons et 3 compagnies de carabiniers se trouvaient encore à plusieurs milles vers l'intérieur en Bohême. Le mouvement de troupe du duc de Bevern vers Berzdorf révélait assez clairement ses intentions, et le général autrichien Christian Moritz von Königsegg-Rothenfels s'attendait à l'attaque : il mit en position 14 000 hommes et 211 canons sur la colline de Reichenberg.

## Le combat
Au matin du 21 avril, les Prussiens montèrent depuis Berzdorf en deux colonnes sous le feu de couverture de leurs canons, sans que les Autrichiens répliquent. Ils franchirent un ruisseau par un ponton qu'ils avaient jeté en travers pendant la nuit et se reformèrent en régiments dans la plaine : 12 bataillons en première ligne, 3 bataillons et 15 escadrons de dragons en deuxième ligne ; 5 escadrons de hussards chargés de couvrir le flanc droit étaient à couvert derrière le terrain. L’infanterie prussienne partit d'emblée à l'assaut des batteries de canons. À un certain moment de sa progression, ses rangs s'ouvrirent pour laisser la place au centre à la charge de 15 escadrons de dragons, partis attaquer la cavalerie autrichienne. Le régiment de dragons autrichien Liechtenstein (de), accablé par le nombre des Prussiens, soutint cependant une seconde charge puis fut repoussé vers un bois voisin.
Mais alors le commandant d'infanterie autrichien remarqua que l’infanterie prussienne était encore trop éloignée pour pouvoir appuyer sa cavalerie. Exploitant l'angle le plus favorable, il posta ses grenadiers du côté du bois, dans le dos de la cavalerie prussienne. Le feu nourri de ces grenadiers combiné au feu des batteries postées en face força la cavalerie prussienne à fuir vers ses propres lignes. Dans l'intervalle, le régiment Liechtenstein avait pu se remettre en position, et il attaqua à son tour les dragons prussiens, précipitant leur retraite. Les salves de ce régiment et l'attaque simultanée contre les cinq escadrons de hussards qui, faute d'appui lors de leur seconde charge, s'étaient portés contre le flanc gauche du régiment Liechtenstein, achevèrent de disperser la cavalerie prussienne. Elle se reforma pourtant, attaqua derechef les dragons autrichiens et pour la seconde fois les mit en fuite. Le général August Kaspar von Porporatti, qui commandait ces dragons, fut tué à la tête de ses cavaliers. Les fantassins autrichiens réfugiés dans le bois qui s'étaient avancés pour appuyer l'attaque de leurs dragons, durent se remettre à l'abri une fois leur cavalerie en fuite.
Le duc de Bevern réalisa que toutes ses attaques contre le centre ennemi seraient stériles tant que les Autrichiens resteraient maîtres des abattis de leur aile gauche. Aussi, tandis que ses hussards harassaient les Autrichiens, fit-il marcher trois régiments d'infanterie contre le bois. Après une certaine résistance, les grenadiers qui défendaient cette position trouvèrent refuge dans les abattis au-delà de la forêt. Alors les douze bataillons prussiens restants se portèrent malgré le feu des batteries autrichiennes contre les positions de la rive gauche de la Neisse. Les défenseurs durent évacuer promptement leur retranchement car leur cavalerie était prise à partie non seulement par l’infanterie prussienne en position dans le bosquet, mais aussi par les assauts redoublés des hussards : elle dut se replier derrière Franzenthal. Ainsi les Prussiens débordèrent-ils les tranchées autrichiennes. Les trois premiers bataillons prussiens attaquèrent à leur tour la seconde ligne. L'infanterie autrichienne qui y était postée, voyant sa cavalerie en fuite et les tranchées de la première ligne abandonnées, suspendit ses tirs et se replia à son tour.
Le repli des Autrichiens risquait de tourner à la débandade en cas de charge ennemie. Alors le général Königsegg tenta de reformer ses lignes sur le hauteurs séparant les villages de Franzenthal et de Johannisthal, mais il n'en eut pas le temps et il ne parvint qu'avec peine à regrouper son centre et son aile gauche sur les collines derrière Röchlitz. Le général Würben se replia avec ses deux bataillons à Christdorf via la colline de Jeschkenberg, et y passa la nuit. Quant à l'aile droite autrichienne, commandée par le général Lacy, elle n'eut plus qu'à se replier à son tour, sans avoir elle-même été attaquée : abandonnant Reichenberg, elle gagna les hauteurs au-delà de Röchlitz. Le combat s'était déroulé entre 5 et 11 heures du matin. Dès que le général Königsegg eut réuni son armée, il donna l'ordre de la retraite vers Liebenau par la route de Langenbruck, à peine inquiété par les poursuivants ennemis. Le duc de Bevern bivouaqua quant à lui sur les hauteurs dominant Röchlitz.

## Conséquences
Les pertes autrichiennes se montent à 1 000 hommes (y compris blessés et prisonniers), essentiellement dans le régiment de dragons Liechtenstein. Quelques pièces d'artillerie furent abandonnées sur la colline de Reichenberg. De leur côté, les Prussiens ont laissé 300 hommes sur le terrain.
Les principales causes de la défaite des Autrichiens sont les suivantes :
- une erreur de jugement de Königsegg sur la position de Reichenberg, dans la mesure où il a mobilisé une grande partie de son infanterie et de son artillerie à la défense de son aile droite, qui avait peu de chances d'être attaquée, laissant son centre affaibli et exposé.
- La faiblesse de la cavalerie autrichienne, à l'exception du régiment Liechtenstein.
- L’inconsistance du général Macquire, qui, fort de 10 bataillons et de 14 compagnies de grenadiers, abandonna Kratzau devant l'attaque de 2 bataillons et 5 escadrons prussiens, au lieu de les prendre en étau.